# Ferme
La Ferme era una modalità di riscossione delle tasse in vigore in Francia prima della rivoluzione del 1789 (ma, sia pure con termini e/o tipologie di imposte un po' diversi, vigente in tutt'Europa, Italia inclusa ove ne rimarranno ancora alcuni casi fino agli anni '70), trasformatasi nel 1726 in una Società finanziaria (Ferme générale). La Ferme ebbe origine ai tempi di Filippo il Bello e fu abolita dalla Rivoluzione francese.

## Ifermiers
Coloro che esercitavano la ferme erano detti fermiers (fermiers généraux, i responsabili territoriali e successivamente soci della Società della Ferme générale, definiti prima in numero di 40 su tutto il territorio e divenuti successivamente 60). Si trattava di imprenditori privati (in genere inizialmente dotati di un solido patrimonio), che ottenevano in concessione od appalto la riscossione di tasse, gabelle, dazi, etc. (generalmente imposte indirette; ma anche la taille, analoga alla nostra "imposta di focatico", era riscossa dai fermier) in esclusiva su un determinato territorio dello stato. Il fermier provvedeva, attraverso personale da lui stesso stipendiato (successivamente dalla Società della Ferme générale), alla riscossione, anche coatta, delle tasse dovute dai contribuenti nel territorio ed a tutti gli adempimenti amministrativi del caso. Aveva la facoltà di avvalersi, per l'escussione dei contribuenti morosi (o riottosi), della forza pubblica. Egli garantiva allo stato un determinato importo concernente le tasse dovute nel periodo e sul territorio, indipendentemente da quanto lui avrebbe a quel titolo riscosso. Tutto ciò che riusciva a riscuotere in eccedenza a quanto concordato con l'amministrazione statale (sempre nell'ambito delle tariffe previste per il tipo di tassa) costituiva la sua remunerazione lorda. In pratica lo stato accettava un importo inferiore a quello che teoricamente avrebbe potuto incassare sul territorio per quel tipo di tasse in base alle tariffe di legge, pur di avere un introito definito a priori e garantito (il certo per l'incerto). I fermier, costituitisi poi in Società, erano odiatissimi, poiché era con la loro presenza fisica che si materializzava il volto grifagno dello Stato-esattore. L'odio era anche alimentato dall'invidia, poiché quella del fermier era una professione assai lucrosa ed i fermier erano (o diventavano) generalmente molto ricchi. La Ferme fu abolita dall'assemblea Costituente nel 1790 e la riscossione delle tasse fu affidata all'amministrazione pubblica.
Un illustre fermier, che dovette la sua condanna a morte durante la rivoluzione anche al fatto di aver esercitato tale attività, fu lo scienziato Antoine-Laurent de Lavoisier.